# 敵国条項
敵国条項（てきこくじょうこう、英: Enemy Clauses、独: Feindstaatenklausel、または旧敵国条項）は、国際連合憲章（以下「憲章」）で、「第二次世界大戦中に連合国の敵国であった国」（枢軸国）に対する措置を規定した第53条および第107条と第77条の一部文言のこと。
1995年の国際連合総会決議50/52において「時代遅れ（become obsolete）」と事実上死文化していることが確認され、削除に向けた決意が示されたが、2024年時点で削除改定には至っていない。
ロシアや中国などは敵国条項の発動を暗示する発言を繰り返しており、一部政治家がそれを根拠に防衛力の整備を否定する主張をするなど、反戦運動（反自衛隊運動）の道具として利用されているが、これはミスリードとの指摘がされている
。

## 条文の解説
憲章第2章では主権平等の原則をうたっており、第53条が含まれている憲章8章では地域的取極について書かれている。第53条第1項前段では地域安全保障機構の強制行動・武力制裁に対し国際連合安全保障理事会（安保理）の許可を取り付けることが必要であるとしている。しかし、第53条第1項後段（安保理の許可の例外規定）は、「第二次世界大戦中に連合国の敵国だった国」が、戦争により確定した事項を無効に、または排除した場合、国際連合加盟国や地域安全保障機構は安保理の許可がなくとも、当該国に対して軍事的制裁を課すことが容認され、この行為は制止できないとしている。また敵国の侵略政策の再現に備える地域的取極がなされている場合も、安保理の許可がなくとも敵国に対して制裁（軍事的若しくは経済的な。憲章第7章定義）を課すことができる。
第107条（連合国の敵国に対する加盟国の行動の例外規定）は、第106条とともに「過渡的安全保障」を定めた憲章第17章を構成している。第107条は旧敵国の行動に対して責任を負う政府が戦争後の過渡的期間の間に行った各措置（休戦・降伏・占領などの戦後措置）は、憲章によって無効化されないというものである。
第77条は信託統治に関する条文であるが、その対象として「第二次世界戦争の結果として敵国から分離される地域」が挙げられている。「旧敵国」に対する扱いの条文ではないが、「敵国」の語が言及されているために「敵国条項」の一部として扱われている。
第53条第2項では「本項で用いる敵国という語は、第二次世界大戦中にこの憲章のいずれかの署名国の敵国であった国に適用される」としているが、具体的にどの国がこれに該当するかは明記されていない。また107条の「責任を負う政府」についても同様である。しかしこれらはアメリカ合衆国・イギリス・フランス・ソビエト連邦（継承国はロシア連邦）・中華民国（継承国は中華人民共和国）を含む51の原加盟国すなわち第二次世界大戦における連合国を指すとする説が有力である。第107条の過渡的期間も明示されておらず、過渡的期間が「責任を負う政府」からの申し立てが無い限り永久的に続くという解釈も存在する。
これらの条文は、敵国が敵国でなくなる状態について言及しておらず、その措置についてもなんら制限を定義していない。このため「旧敵国を永久に無法者と宣言する効果」があるとされ、旧敵国との紛争については「平和的に解決する義務すら負わされていない」と指摘されている。
日本・ドイツを始めとする「旧敵国」は、いずれも主権を回復し、国際連合に加盟した。この時点で「敵国条項」は実質的な意味をほとんど失ったというのが一般的な見解である。しかし高野雄一は「講和あるいは国連加入によりこれらの規定の適用はなくなるというこの解釈は保証されていない」と指摘している。また城涼一は「何故なら、旧敵国条項は安保理の統制や自衛権の要件の制約を受けず行動する余地を認めるものである以上、かかる特権を行使し得る側が放棄する合理的理由を見出し難いからである。半世紀以上改正されずに現規定が残っているという厳然たる事実は否定できない」と指摘している。

主権を回復するための平和条約（講和）の締結については、ドイツは当事国と平和条約を締結しています。一方、日本はソビエト連邦（継承国はロシア連邦）と平和条約を締結していません。現在、日露両国は、平和条約締結に向けた外交交渉を継続しています。そのため、日露の二国間関係において、「敵国条項」は依然として有効と解釈されています。

## 該当国とされる国
日本政府の見解では、第二次世界大戦中に憲章のいずれかの署名国の敵国であった国とされており、日本、ドイツ、イタリア、ブルガリア、ハンガリー、ルーマニア、フィンランドがこれに該当すると例示している。タイ王国は連合国と交戦した国であるが、この対象に含まれていない。オーストリアについては、当時ドイツに併合されていたため、旧敵国には含まれないという見方が一般的である。

### ヨーロッパの旧枢軸国
ヨーロッパの枢軸国のうち、連合国に降伏した国はその後枢軸国と交戦、もしくは宣戦布告を行っている。イタリア王国は1943年にドイツ、1945年に日本に宣戦布告している。またブルガリア王国、ルーマニア王国も1944年に相次いでドイツに宣戦、もしくは交戦している。フィンランド共和国はドイツと同盟していないという建前で継続戦争を行っていたが、実質的には枢軸国と見られていた。1944年にはソ連と休戦し、ラップランド戦争などでドイツと交戦している。またハンガリー王国は、休戦発表後間もなくドイツ軍によってクーデターが起こされ、矢十字党による国民統一政府が樹立された。このためハンガリーは、日本とドイツの軍事同盟から脱退せず、1945年5月まで戦闘を続けた。しかしハンガリーの大部分はソビエト連邦に占領されており、占領地域ではソビエト連邦によってハンガリー臨時国民政府が設置された。この政府は日独に宣戦しており、戦後のハンガリー政府の前身となった。ただしこれらの国々は連合国共同宣言への署名を許されず、連合国ではない共同参戦国という扱いであった。
イタリア、ルーマニア、ブルガリア、ハンガリー、フィンランドは、1947年に連合国と条約を締結し、領土の割譲や賠償金の支払いを受諾した。これらの国の国際連合加盟は、日本が加盟する前年（1955年）にまで遅れている。2001年7月発行の外務省パンフレット『日本と国連』によると、イタリアも、日本やドイツと共に敵国条項の削除の協議を行っている。

### タイ王国
タイ王国は第二次世界大戦中日本の同盟国であったが、「旧敵国」として名を挙げられることはない。
タイは日本の進駐後、日泰攻守同盟条約を締結し、1942年1月25日にアメリカとイギリスに対して宣戦布告している。しかし駐アメリカ大使セーニー・プラーモートは連合国への宣戦布告伝達を拒否し、アメリカ政府と協調した自由タイ運動を開始して日本に抵抗した。日本がポツダム宣言受諾を発表した後の1945年8月16日、クアン・アパイウォン首相は攻守同盟条約並びに宣戦布告は日本の軍事力を背景とした強迫によるものであり、憲法にも反しているため無効であるという政令を発表したが、これは事前に山本熊一日本大使の諒解を得た措置であった。事前に伝達されていたアメリカは戦時中の活動もあってこの動きを諒承し、渋るイギリスを説得して講和条約締結への道を選んだ。1946年1月1日、イギリスとタイは正式な協定（Formal Agreement）を締結し、戦時中にタイが行った併合措置を無効にすることで合意した。1月5日にアメリカおよびイギリスはタイとの国交を回復し、12月には国際連合への加盟が許可されている。

### 枢軸国によって建設された国家
ドイツの指導下においてクロアチア独立国やスロバキア第一共和国などが建国され、日本はビルマ国などを建国した。これらの国も連合国に対して宣戦布告・戦闘行為を行っている。しかし連合国はこれらの国を承認しておらず、現在その領域にある国もそれらの国の継承国として扱われていないため、敵国条項の対象とはなっていない。

## 削除に向けた動き
日本では、1950年に締結された中ソ友好同盟相互援助条約（1980年に失効）において日本が名指しで「仮想敵国」とされたことから批判が起き、国際連合憲章における敵国条項の撤廃が議論されるようになった。冷戦期のこの時期には国連において中華人民共和国（中国共産党政府）の議席が存在せず、ソビエト連邦が中国共産党に中国代表権が認められない限り国連憲章の再審議には絶対反対の立場をとっていたため、当時は敵国条項の撤廃は極めて困難であった。
1965年頃から、日本政府は、敵国条項は不平等なものであり改正が望ましいが、「平和愛好国として国連に加盟いたしました国にとっては、この条項は適用されないものと解釈」 し、1970年には国際連合の国別出資金が第3位になるにあたって「国連自身も新しい時代に入って二十五年たった今日でございますから、さきの戦争云云、そのときの敵国条項、これなどはもう消えてしかるべき」 と認識していた。
一方でソ連はしばしば敵国条項を持ち出し、西ドイツ（ドイツ連邦共和国）に対して脅迫的な外交を行っていた。西ドイツ側は敵国条項はもはや無効であると述べて抵抗している。1960年代末より核拡散防止条約加盟についての論争が起きていた。この際、反対派はソ連が敵国条項を持ち出して攻撃を行う可能性があるため、ソ連が敵国条項に関する権利を放棄するまで加盟を行うべきではないと主張していた。このため1968年9月にアメリカとイギリスは「旧敵国条項はソ連に、西独に軍事力を行使できる権利をもはや与えておらず、そのような権利は実質的に無効になっている」という声明を行った。結局ドイツ国内でこの動きが沈静化するのは、1969年10月のヴィリー・ブラント政権成立以降となる。
1970年の参議院予算委員会で愛知揆一外務大臣（第3次佐藤内閣）は「敵国条項は常識的に日本の立場において現在実害がある規定とはおもわないが、こういう条項はもう排除されてしかるべき」との認識を述べている。これに対し日本社会党の木村禧八郎参議院議員は「敵国条項がなくならなければ日本の戦後は終わったとはいえない」と対論している。
愛知外相は1970年9月に行われた第25回国連総会において「旧敵国条項は、今日全くその存続の意味を失なった」として「敵国条項の削除」を訴えている。
1989年末の冷戦終結で東西ドイツ統一が見通せるようになり、1990年に日本が米国に対し、アメリカ大統領から敵国条項削除を提起するよう打診した。
1991年4月18日のゴルバチョフ大統領訪日時の日ソ共同声明において、「双方は、国際連合憲章における『旧敵国』条項がもはやその意味を失っていることを確認」と表明された。

### 国際連合総会決議とその後の動向
1991年、イタリアは国際連合総会において、敵国条項の削除を含む国際連合制度の改革を求めた。
第二次世界大戦の終結50周年にあたる1995年（当時加盟国185カ国）には、日本国やドイツ連邦共和国などが国際連合総会において第53・77・107条を憲章から削除する決議案を提出し、12月11日の総会において賛成多数によって採択されてもいる。そこでは、条項が時代遅れ(obsolete)であることが認識され、削除(deletion)に向けて作業を開始することが決議された。
更に、1995年9月の国連総会決議において「旧敵国条項」が死文化したとの認識と削除への投票が賛成155 反対0 棄権3で決議された。
戦争終結60周年にあたる2005年9月の国連首脳会合においても、削除への国連加盟国の決意が成果文書で表明された。この「成果文書」において、旧敵国条項について「『敵国』への言及の削除を決意する」と明記されたことを受けて、日本政府は本条項が死文化していることは国際的なコンセンサスが得られた事項であるとしている。
日本政府と外務省は国連における死文化の公認と削除賛成多数（国連憲章改正に必要な条件の一つである「3分の2以上の賛成」）に成功したものの、敵国条項自体は国連憲章上から削除に至っていない。憲章改正には安全保障理事会常任理事国5か国を含む国連加盟国3分の2以上が決議に賛成したうえで、国内での批准手続きが必要である。安全保障理事会改革問題等の関連もあり、改正には時間がかかると見られている。大谷良雄は、安保理や自衛権などに関わりなく旧敵国を攻撃できるという特権を、行使し得る側が放棄する合理的な理由を見出せないとしている。

## 敵国条項に関する主張
ソビエト連邦およびその継承国であるロシア連邦は、国際連合総会決議50/52などの「死文化」決議には賛成しているものの、しばしば敵国条項に言及している。
ソビエト連邦はヨーロッパのいわゆる東側諸国と友好相互援助条約を締結したが、これは敵国条項に含まれる国連憲章第107条を根拠条文としている。これは後にワルシャワ条約機構に発展しているが、こちらは第51条を根拠条文としている。1989年の日ソ平和条約締結交渉において、北方領土領有の根拠として第107条をあげていた。1991年の日ソ共同声明で「もはや意味を失った」と合意した後も、ソ連の後継国であるロシア連邦のセルゲイ・ラブロフ外相も北方領土領有の根拠として107条をあげている。
日本の政党であるれいわ新選組は、「『敵国条項』によって、敵基地攻撃能力や核配備など重武装は不可能」であると主張している。
筒井若水は日米安全保障条約はアメリカ側の視点からすれば、「旧敵国」に対する対応であり、国連憲章規定の適用が除外されたものではないかとしている。